# كرة القاعدة
كرة القاعدة أو البيسبول (بالإنجليزية: Baseball)‏ هي واحدة من الرياضات الجماعية التي لها شعبية كبيرة في الولايات المتحدة وبعض من دول العالم الأخرى. أصل هذه اللعبة يظل محط جدل بين المؤرخين، لكن الشيء الأكيد هو أن ظهور هذه اللعبة وتطوّرها كان من نفس جذور لعبة الكريكت منحدرة من أوروبا على الأرجح، حيث أن تسليط الضوء الذي تم مؤخرا على وصف لمباراة لعبت في سري (إنجلترا) بحلول سنة 1755 يذهب في هذا الاتجاه.
مع ذلك، تظل للولايات المتحدة مكانة في تاريخ تطور كرة القاعدة، على اعتبار كونها المكان الذي نظمت وهيكلت فيه اللعبة. في هذا الشأن فإن أولى القواعد الحديثة للعبة كرة القاعدة («قواعد نيكربوكر») قد دونت في الولايات المتحدة بحلول سنة 1845. تلاها في وقت لاحق إنشاء أولى الدوريات ما بين سنتي 1857 و1858، ليتم في سنة 1869 السماح بالاحتراف في اللعبة، قبل سبع سنوات من إنشاء الرابطة الوطنية (في سنة 1876).
على مستوى العالم تعد كأس العالم لكرة القاعدة التي ينظمها الاتحاد الدولي لكرة القاعدة هي المنافسة الدولية الكبرى الأبرز في هذه الرياضة، حيث تجذب أنظار الفرق الوطنية الكبرى من جميع أنحاء العالم.

## تاريخ
من الصعب جدا تتبع التاريخ الدقيق لتطور لعبة كرة القاعدة انطلاقا من ألعاب قديمة شبيهة. تحتوي إحدى المخطوطة الفرنسية القديمة التي  يعود تاريخها إلى سنة 1344 على صورة لرجال دين يمارسون لعبة مشابهة، من المحتمل أنها لعبة كرة السول التي نشأت في نورماندي الفرنسية، والتي تمتلك بعضاً من نقاط التشابه بينها وبين لعبة كرة القاعدة. بالإضافة إلى غيرها من الألعاب الفرنسية القديمة مثل التيك (thèque) و كرة الضرب (balle au bâton) التي ظهرت هناك.
هناك إجماع اليوم على أن لعبة البيسبول المعاصرة قد تطوير بالأصل في أمريكا الشمالية على يد روّاد اللعبة الأقدم، الذين جلبوها معهم من بريطانيا وأيرلندا. في هذا الجانب، يشير مؤرخ البيسبول الأمريكي ديفيد بلوك في كتابه "البيسبول قبل أن نعرف به: بحث عن جذور اللعبة الذي صدر بحلول (2005) إلى أن اللعبة قد نشأت بالأصل في إنجلترا؛ ولعل خير دليل على ذلك هي تلك الأدلة التاريخية المكشوفة مؤخرا. يرى بلوك من خلال كتابه أن كرة القاعدة ناجمة في الواقع عن تطور فرضته متغييرات إقليمية على بعض الألعاب الإنجليزية القديمة المشابهة، على غرار لعبتي الستوبول (بالإنجليزية: stoolball)‏ والتوتبول (بالإنجليزية: tut-ball)‏. أول مرجع معروف تمت الإشارة فيه للعبة البيسبول كان منشورا بريطانيا عبارة عن "كتاب جيب صغير" صدر بحلول سنة 1744 عن الناشر البريطاني جون نيوبري. اكتشف بلوك أن أول مبارات مسجلة تحت اسم "باس-بول" قد جرت في سري بحلول عام 1749، حيث ظهر فيها أمير ويلز كلاعب.
جلب الشكل الأول من اللعبة إلى أمريكا الشمالية، وبالتحديد إلى كندا على يد المهاجرين الإنجليز. بحلول أوائل سنوات 1830، تم الإبلاغ عن مجموعة متنوعة من ألعاب الكرة والعصى غير المصنفة، والتي يمكن التعرف عليها باعتبارها أشكالا أولى للعبة البيسبول في أنحاء من أمريكا الشمالية. بوصول سنة 1845، قاد ألكسندر كارترايت، وهو عضو في نادي نيكربوكر في مدينة نيويورك، جهودا حثيثة لتدوين أولى قواعد كرة القاعدة التي سميت بقواعد نيكربوكر. في الوقت الذي أفادت فيه بعض التقارير بأن فريق نيويورك نيكربوكر قد لعب مباريات في اللعبة خلال سنة 1845، إلا أن المنافسة الوحيدة التي تم الاعتراف بها كأول مبارات مسجلة رسميا في لعبة البيسبول عبر تاريخ الولايات المتحدة قد وقعت أطوارها بتاريخ 19 يونيو 1846، في هوبوكين (نيوجيرسي): انتهت بتغلب نادي "نيويورك
ناين" على "نيكربوكر" في أربعة أدوار بنتيجة 23 مقابل 1. بوضع قواعد نيكربوكر كأساس، استمرت قواعد لعبة كرة القاعدة الحديثة في التطور خلال نصف القرن الموالي.

### في الولايات المتحدة الأمريكية

#### تأسيس الروابط المحترفة
بوصول منتصف خمسينيات القرن التاسع عشر، تزايد هوس الأمريكيين في منطقة نيويورك الحضرية بلعبة كرة القاعدة. وبحلول سنة 1856، كانت الصحف المحلية تشير إلى اللعبة على أنها «هواية وطنية» أو «لعبة وطنية». بعد مرور عام من هذا التاريخ، تم تشكيل أول هيئة حاكمة في الرياضة، وهي الرابطة الوطنية للاعبي كرة القاعدة. وفي سنة 1867 تم حظر مشاركة الأمريكيين الأفارقة في اللعبة.
تأسست الرابطة الوطنية لنوادي كرة القاعدة المحترفة بشكل رسمي في سنة 1876. خلال ذلك تشكلت بطولات الزنوج المحترفة في اللعبة. بحلول سنة 1887، اخترعت لعبة السوفتبول، تحت مسمى البيسبول الداخلي أو بيسبول الأماكن المغلقة، التي شكلت نسخة مبتكرة من اللعبة الأم يمكن لعبها في فصل الشتاء.
بحلول سنة 1893 تأسست أول رابطة ناجة في اللعبة متمثلة في الدوري الأمريكي، وذلك انطلاقا من الدوري الغربي الثانوي. بالموازات مع ذلك، كانت جميع قواعد اللعبة الحديثة سارية المفعول على أرض الواقع.
نتيجة للاتفاق الوطني لعام 1903 تم إضفاء الصفة الرسمية على العلاقات بين الدوريين الرئيسيين كلاهما وبين الاتحادات الوطنية لدوريات كرة القاعدة المحترفة، والتي تمثل معظم الدوريات المحترفة الثانوية في البلاد. تأسست نهائيات كأس العالم السنوية لبطولة البيسبول الرئيسية (MLB) في أمريكا الشمالية، التي يتنافس فيها بطلي الدوري الأمريكي والدوري الوطني انطلاقا 1903.
أدت فضيحة بلاك سوكس التي ترافقت مع بطولة العالم لسنة 1919 (تم في أعقاب هذه الفضيحة طرد ثمانية من أعضاء فريق وايت سوكس بعد اتهامهم بتعمد خسارة البطولة مقابل الحصول على أموال) إلى تشكيل مفوضية وطنية جديدة لكرة القاعدة جمعت بين الرابطتين الرئيسيين في اللعبة. حيث تم انتخاب كينيسو ماونتين لانديس كأول مفوض لكرة القاعدة في الدوري بحلول سنة 1920. شهد ذلك العام أيضا تأسيس رابطة الزنوج الوطنية؛ أول دوري مهم خاص بالزنوج (السود)، التي استمرت في العمل إلى غاية عام 1931. قبل ذلك خلال فترة العشرينيات كانت قد انضمت إليها الرابطة الشرقية الملونة.

#### بروز روث والتكامل العرقي
بالمقارنة مع الحاضر، كانت لعبة كرة القاعدة المحترفة خلال أوائل سنوات القرن العشرين أقل تهديفا، وكان مرسلو الكرة أكثر هيمنة. بحلول أوائل العشرينيات انتهت تلك الفترة أطلق عليها اسم فترة الكرة الميتة جالبة معها عددا من التغييرات في القواعد والظروف التي كانت مفيدة لضاربي الكرة. حكمت القواعد الجديدة الصارمة حجم الكرة وشكلها وتكوينها، وحظرت رسميا رمي «الكرة اللاصقة» والرميات الأخرى التي تعتمد على الكرة المعالجة أو الخشنة بمواد غريبة تتسبب في تحرك الكرة بشكل أكبر عند ضربها.
ساهم صعود اللاعب الأسطوري بيب روث في حدوث طفرة كبيرة في كرة القاعدة، تغييرت على إثرها طبيعة اللعبة بشكل نهائي. خلال أواخر العشرينيات وأوائل الثلاثينيات، استثمرت إدارة فريق سانت لويس كاردينالز متمثلة في مديرها العام برانش ريكي في عدة أندية الدوري الثانوي وطورت لأول مرة نظام مزرعة الفرق (بالإنجليزية: Farm team)‏ أو ببساطة نظام المزرعة (بالإنجليزية: farm system)‏ الحديث لاكتشاف المواهب وتطعيم الفرق بها.
بحلول سنة 1933 أنشأت رابطة زنوج وطنية جديدة، بعد أربع سنوات، انضمت إليها رابطة الزنوج الأمريكيين. أما في سنة 1936 فقد عقدت أول انتخابات لاختيار المندوبين لقاعة مشاهير البيسبول الوطنية. وبحلول عام 1939 تأسست الرابطة المصغرة لكرة القاعدة (بالإنجليزية: Little League Baseball)‏ في بنسلفانيا.
تسببت الحرب العالمية الثانية في نقص اللاعبين، الشيء الذي أدى إلى حل عدد كبير من فرق الدوري الثانوي. خلال تلك الفترة، قاد فيليب ريجلي مالك فريق شيكاغو كابز للأشبال جهودا لتشكيل رابطة البيسبول المحترفة للفتيات الأمريكيات للمساعدة في إبقاء اللعبة تحت أنظار الجمهور. عرفت أواخر سنوات الأربعينيات اختراقا آخر في اللعبة، تمثل في وصول أول لاعب زنجي (أسود) إلى دوري كرة القاعدة الرئيس، عندما كسر جاكي روبينسون حاجز الفصل العنصري على أساس اللون في كرة القاعدة، حيث ظهر لأول مرة مع فريق بروكلين دودجرز في سنة 1947. استمرت بعدها علامات الاندماج في كرة القاعدة الاحترافية بالتصاعد ببطء على مدى سنوات النصف الأخير من القرن العشرين.

#### كرة القاعدة حول العالم
بدأ انتشار كرة القاعدة حول العالم أساسا خلال أواخر سنوات القرن التاسع عشر. بحلول سنة 1864، وصلت إلى كوبا أولى آثار كرة القاعدة. احتاج الأمر حوالي أربع سنوات، وبالضبط سنة 1868 ليتم إنشاء أول نادي في اللعبة ومن ثم أول بطولة بحلول سنة 1878. بالموازات مع هذا، استمر انتشار كرة القاعدة لتصل جمهورية الدومينيكان بحلول سنة 1868  واليابان في سنة 1872 (تأسس أول فريق في كرة القاعدة في سنة 1878، أما أول بطولة وطنية فكانت في سنة 1920). خمس سنوات بعد ذلك وصلت إلى المكسيك،  ومن ثم إلى بنما في سنة 1882،  ثم نيكاراغوا في سنة 1888 (أول بطولة احترافية في البلاد تأسست في سنة 1956). بحلول سنة 1895 وصل إلى فنزويلا وتايوان،  ومن ثم كوريا سنة 1905،  ثم هولندا في سنة 1900 (تأسس اتحاد اللعبة الهولندي في سنة 1912، تلته فيما بعد البطولة الأولى في سنة 1922). وهكذا حتى أخذت كرة القاعدة صفة الرياضة الوطنية في كل من كوبا وتايوان ونيكاراغوا وبنما وبورتوريكو أو جمهورية الدومينيكان بشكل خاص. في حين أصبحت منافسا قويا لكرة القدم في كوريا الجنوبية واليابان.
في كندا، تأسس الاتحاد الأمريكي الكندي المحترف بحلول سنة 1886: الرابطة الدولية، التي نتجت عن اندماج رابطة ولاية نيويورك، التي تأسست في سنة 1885، ورابطة أونتاريو، التي تأسست في نفس السنة (1885). اختبرت الجمعية الدولية بالفعل مفهوم الدوري الأمريكي الكندي في سنة 1877، لكن التجربة توقفت بعد موسمين. احتاج الأمر إلى غاية سنة 1969 لتتحرك اللعبة، عندما تم إنشاء أول دوري امتياز كندي رئيسي في اللعبة: بطولات مونتريال إكسبو انتقلت بحلول عام 2005 إلى واشنطن. في المقابل يبقى فريق تورونتو بلو جايز، الذي تأسس سنة 1977، الفريق الكندي الوحيد في دوري كرة القاعدة الرئيسي. بالنسبة للدوريات الثانوية، لا تزال بعض الفرق الممثلة لكندا حاضرة، لكن العديد من البطولات الأمريكية الكندية السابقة أصبحت أمريكية صرفة. في دوري الدرجة الثالثة، نخبة الدوري الثانوي، انفصلت رابطة ساحل المحيط الهادي عن آخر امتياز كندي في سنة 2002: الأمر نفسه بالنسبة للرابطة الدولية (الدوري الدولي) في خريف سنة 2007.
عقدت أول مبارات لكرة القاعدة على الأراضي الفرنسية بحلول 8 مارس 1889  بمناسبة المعرض العالمي كجزء من جولة سبالدينج العالمية. كانت مباراة بين مجموعة مختارة من لاعبي الدوري الوطني ونادي شيكاغو وايت ستوكينجز. نشأت فيما بعد نوادي ومسابقات في مدينة باريس الفرنسية قبل الحرب العالمية الأولى. تأسس الاتحاد في سنة 1924 عامين قبل إنشاء بطولة البيسبول الفرنسية سنة 1926.
يعترف الاتحاد الدولي للبيسبول، الذي تأسس في سنة 1938 بـ 112 اتحادا وطنيا. حيث يسهر على تنظيم كأس العالم لكرة القاعدة. كرة القاعدة هي رياضة أولمبية منذ سنة 1992 إلى غاية 2008، لكنها فقدت هذا الوضع بعد دورة الألعاب الأولمبية الصيفية 2008 في بكين. بحلول أغسطس 2016، وافقت اللجنة الأولمبية الدولية على إضافة البيسبول/السوفتبول إلى برنامج الألعاب الأولمبية الصيفية 2020.

## القوانين

### مبادئ اللعبة
تلعب رياضة كرة القاعدة بين فريقين، يتألف كل منهما من تسعة لاعبين، يتناوبون على الهجوم (محاولة الحصول على نقاط عن طريق ضرب الكرة يرميها الرامي من الفريق المنافس) والدفاع (محاولة امساك الكرات اللي يضربها الضارب ومنعه من تسجيل النقاط).

أماكن تمركز لاعبي الدفاع التسعة.

بالنسبة للدفاع، هناك تسعة لاعبين كما سبق ذكره موزعين على الشكل الآتي: الرامي والملتقط بالإضافة إلى سبعة لاعبين (أربعة في الملعب: القاعدة الأولى، والقاعدة الثانية، والقاعدة الثالثة، وآخر في الشورت ستوب (بين القاعدتين الثانية والثالثة) بالإضافة إلى ثلاثة آخرين في الجزء الخارجي من الملعب الحقل الأيسر، الحقل المركز والحقل الأيمن). كل لاعب من هؤلاء تكون مهمته الرئيسية هي التقاط الكرات وايصالها للقاعدات قبل وصول العداء (بعد أن يضرب كل ضارب الكرة فإنه يركض للقاعدة الأولى ليصبح في هذه الحالة عدّاءا (بالإنجليزية: Runner)‏).
تتكون كل مباراة من تسع جولات (سبعة جولات على مستوى المدارس الثانوية وفي الكليات والبطولات الفرعية وكذا في حالة لعب نفس الفريق لمباراتين في يوم واحد، وستة أدوار على مستوى دوري المصغر)، عندما تنتهي معها المباراة. كل جولة تنقسم إلى شطرين، بحيث يلعب كل فريق خلال كل شطر بالتناوب في مركزي الدفاع والهجوم. الهدف من اللعبة هو ضرب الكرة داخل ميدان اللعب والركض في عكس عقارب الساعة حول أربع قواعد بالترتيب والوصول بأمان إلى القاعدة الرئيسية لتسجيل النقاط.  حسب التقاليد، يبدأ الفريق الذي يستقبل بالدفاع. يحاول الفريق المدافع على الملعب منع لاعبي الفريق الخصم الراكضين من التسجيل واحراز نقاط الخروج (بالإنجليزية: out)‏، التي تخرج لاعبي الخصم من العمل الهجومي إلى غاية عود دورهم لضرب الكرة.
فيما يخص الفريق المهاجم  يتوقف الأمر كله على اللاعب الضارب (بالإنجليزية: Batter)‏، الذي يتناوب كل لاعبي الفريق المهاجم التسعة على لعب دوره بالترتيب. بحيث يحرص على تسجل نقاط الركض عن طريق ضرب رميات رامي الفريق الخصم. بعد دخول الضارب إلى أرضية الملعب، يقف على صندوق الضرب (بالإنجليزية: Batter Box)‏، يمثل الصندوق واحدا من المستطيلين الواقعين على يمين ويسار القاعدة الرئيسية. بمجرد ضرب الضارب للكرة يقوم بالركض نحو للقاعدة الأولى -لينتقل من «ضارب» إلى «راكضا»- قبل أن يمسك لاعبو الدفاع الكرة ويوصلوها إلى صديقهم عند القاعدة. في حالة ما إذا لم يستطع الراكض الوصول قبل وصول الكرة إلى رجل القاعدة فإنه سيخرج. أما إذا وصل إلى القاعدة سيكون حينها في أمان (بالإنجليزية: Safe)‏، ليقف عندها سامحا لزميله الضارب التالي بالترتيب بتعويضه، عندها يقوم زميلة الضارب بضرب الكرة، إذا استطاع لاعب القاعدة الأولي سيركض للقاعدة الثانية، أما اللاعب الذي ضرب وكان في القاعدة الرئيسية سيركض للأولى وهكذا. إذا دار لاعب واحد دورة كاملة حول القاعدات أخذ نقطة الركض. في المقابل وفي حالة تمكن الضارب من ضرب الكرة، وطارت هذه الأخيرة خارج الحاجز تحقق عندها ما تسمى بال«هوم رن» (بالإنجليزية: Home Run)‏، يمكن للضارب حينها الدوران حول جميع القواعد بدون مضايقة وياخذ في النهاية نقطة. إذا كان هناك لاعبين راكضين على القاعدات في اللحظة التي يفعلها الضارب، فإن كل هؤلاء اللاعبين أيضا سيذهبون إلى القاعدة الرئيسية سيحصلون على نقطة «ركض» عن كل لاعب. أقصى عدد نقاط يمكن للفريق المهاجم احرازها من الهوم رن هو أربعة، إذا افترضنا أن كل قاعدة كان عليها لاعب راكض، تسمى الهوم رن في هذه الحالة باسم «غراند سلام» (بالإنجليزية: Grand Slam)‏.
في عالم كرة القاعدة، يستعين الفريق المهاجم في غالب الأحيان بلاعبا له قدرة ضرب جيدة ويضعه كضارب أول، هذا الأخير الذي يجب أن يكون سريعا لكي يتمكن بعد ضربه الكرة من الوصول للقاعدة الأولى، الشئ الذي يزيد من فرصة احراز فريقه للنقاط.
أهم ضارب في فريق الهجوم هو الضارب الرابع الذي يمثل الورقة الرابحة لفريقه، حيث أنه إذا كان هناك ثلاث لاعبين من زملائه على القواعد وجاء دورة وضرب الكرة مسجلا هوم رن أو غراند سلام، حينها يمكن لزملاءه الذهاب إلى القاعدة الرئيسية واحراز أربع نقاط دفعة واحدة، تستمر بعدها الجولة إلى غاية حصول ثلاثة من الضاربين على الخروج، لينتهي بعدها هذا الشطر من الجولة لتتبدل بعدها الادوار وينتقل الفريق المهاجم إلى الدفاع والعكس صحيح. في حالة عدم حصول الضاربين على علامة الخروج يستمر الفريق في حصد النقاط. في حالة التعادل بعد تسعة جولات، تضاف مزيد من الجولات لاتخاذ قرار فاصل بين الفريقين. تتضمن العديد من ألعاب الهواة، خاصة الألعاب غير المنظمة، عددا مختلفا من اللاعبين والجولات.

### الحكام

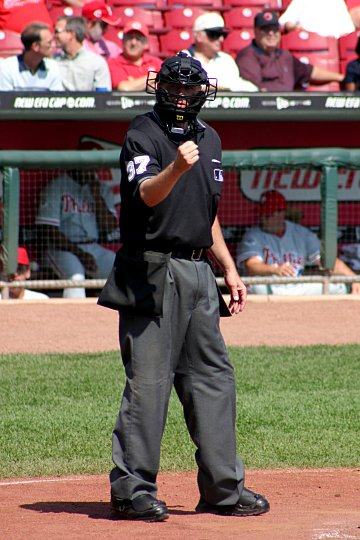
صورة جانبية لواحد من حكام كرة القاعدة

في لعبة كرة القاعدة، الحكم هو الشخص المسؤول عن المباريات والمخول له السهر عن احترام قواعد اللعبة. طيلة سنوات 1850، أوكلت مهمة تحكيم المباريات وتوجيه اللعبة إلى حكم واحد يتمركز بجانب القاعدة الأولى. لكنه وبحلول سنة 1858 تم التخلي عن هذه الطريقة. خلال الفترة الممتدة بين سنتي 1887 و1912 تمت الاستعانة باثنين من الحكام، أحدهما كان في القاعدة الأولى والثاني في الرئيسية، في ذلك التاريخ استعانت الرابطة الوطنية بهذه الطريقة بشكل نهائي. بحلول سنة 1933 أضيف حكم ثالث،  ومن ثم حكم رابع في سنة 1952. في بطولة السلسلة العالمية، كان هناك اثنان من الحكام مسؤولين عن اللعبة حتى سنة 1908. ظهر الحكم الثالث في سنة 1909  وآخر رابع في سنة 1910. بعد محاولة فاشلة في سنة 1925،  اعتمدت السلسلة العالمية أخيرا ستة حكام لإدارة المباريات ابتداء من سنة 1947.
في المباريات التي يكون فيها أكثر من حكم واحد، يكون الحكم الرئيسي المسؤول هو الحكم الذي وراء اللوحة. مع ذلك، فإن جميع الحكام يتمتعون بنفس السلطات فيما يتعلق باحترام قواعد اللعب والانضباط. الحكم الرئيس خلف اللوحة مسؤول عن تتبع البدائل. وهو مسؤول أيضا عن الكرات ومنطقة ضربها وكذا المخالفات.

### المعدات والزي

#### الكرة

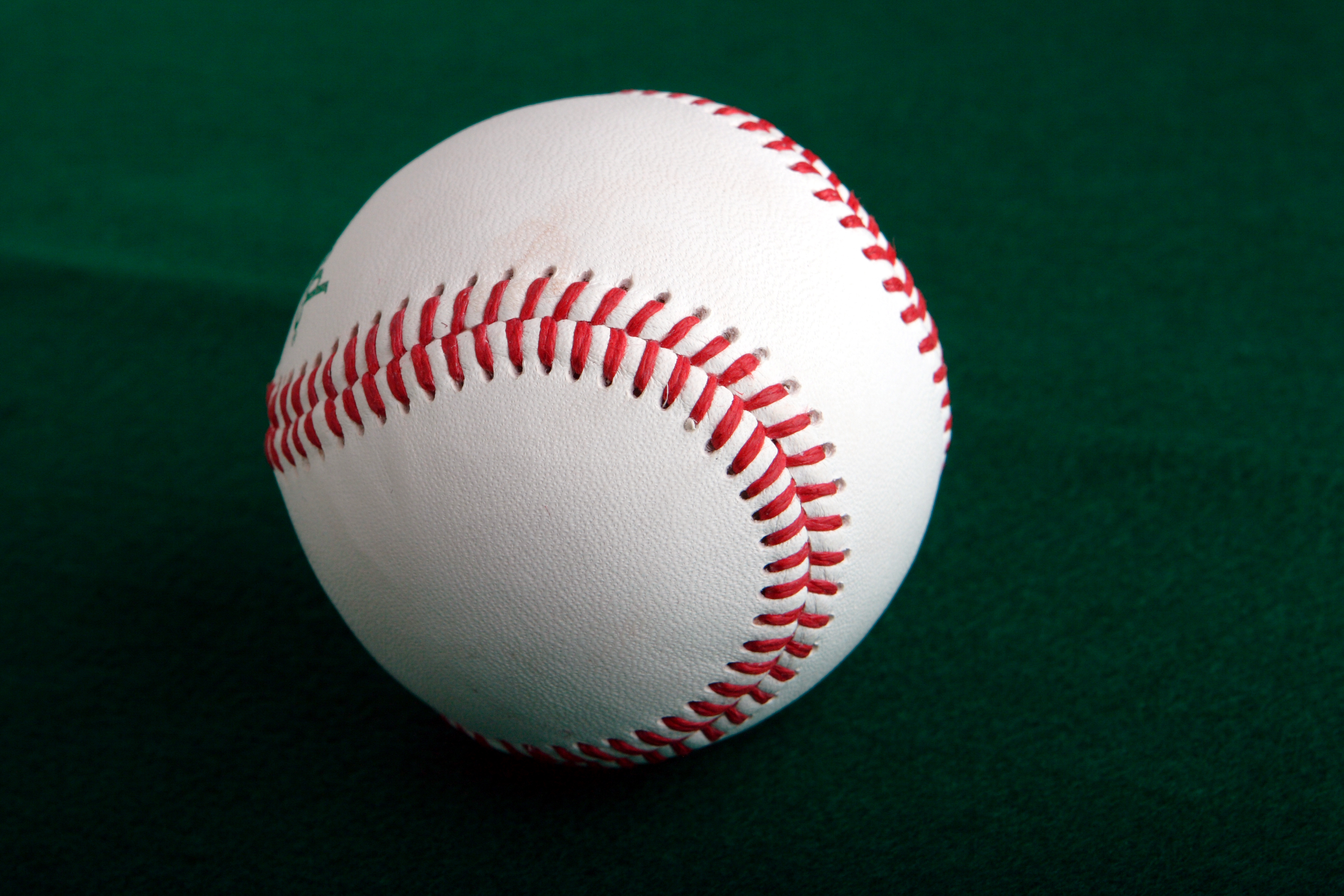
الكرة المستخدمة في لعبة كرة القاعدة.

يبلغ محيط الكرة حوالي 23 سم (23.5 سم كحد أقصى) بوزن يقدر بحوالي 140 جراما. وهي مصنوعة من الفلين والمطاط ومغطاة بشريطين جلديين مخاطين (108 درزة).

#### المضرب
يصل طول المضرب (أو العصا) بحد أقصى 1.07 متر، فيما يبلغ قطره 7 سم. يمكن أن يصنع سواء من الخشب الصلب أو من سبيكة معدنية جوفاء، لذلك فإن وزنه غير محدد.

#### القفازات

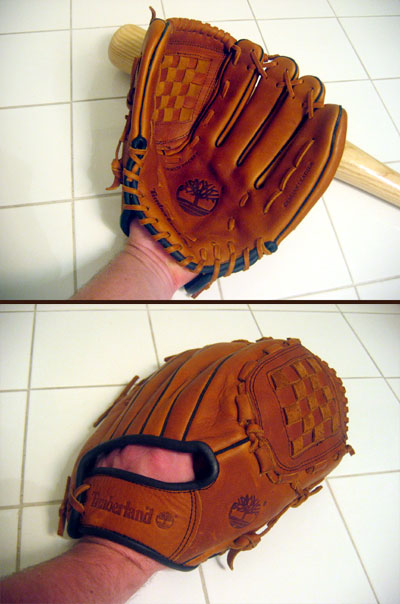
القفازات المستخدمة في اللعبة.

تتباين القفازات التي يرتديها لاعبو الدفاع في كرة القاعدة تبعا للموضع. استخدمت أولى القفازات في اللعبة بحلول سنة 1875. لكن الأصل الدقيق لقفاز كرة القاعدة لا يزال غير واضح. يذكر ألبرت سبالدينج في هذا الشأن أن أول قفاز رآه مستخدما في مباراة كان يرتديه رجل القاعدة الأولى تشارلز وايتي في بوسطن بحلول سنة 1875.

#### الخوذات والقبعات
يرتدي ضاربو وملتقطو الكرة على رؤوسهم خوذات لحمايتهم أنفسهم اصابات الرأس التي قد تنتج عن الضربات العنيفة. خوذة ملتقط الكرة تكون أكثر اكتمالا وتشمل شبكة معدنية لحماية الوجه. أول قناع لملتقط الكرة ظهر في مايو 1876. يرتدي الضارب خوذة بدون شبكة وجه، تم تصميمها لحماية جهة الرأس التي تواجه الرامي. ارتداء الخوذة بالنسبة للضاربين الجدد كان إلزاميا في دوري كرة القاعدة الرئيسي منذ سنة 1971. آخر لاعب بدون خوذة في دوري كرة القاعدة الرئيسي كان هو بوب مونتغوميري في سنة 1979. في المقابل يرتدي اللاعبون الآخرون قبعات: «قبعات البيسبول الشهيرة» (Baseball caps). صممت هذه القبعات انطلاقا من سنة 1860. أخذت شكلها المميز الشبيه بجبنة الكامامبير خلال سبعينيات القرن التاسع عشر، لتظهر أولى القبعات الحديثة في مطلع القرن العشرين. استمرت مقدمة القبعة قصيرة حتى الثلاثينيات، أين تم تطويلها قليلا.